# Kovajärvi (sjö i Kuusamo, Norra Österbotten)
Kovajärvi är en sjö i kommunen Kuusamo i landskapet Norra Österbotten i Finland. Sjön ligger 310,1 meter över havet. Den är 10 meter djup. Arean är 3,55 kvadratkilometer och strandlinjen är 17,32 kilometer lång. Sjön  ingår i Ijo älvs huvudavrinningsområde.   Den ligger omkring 190 kilometer nordöst om Uleåborg och omkring 670 kilometer norr om Helsingfors. 
Nordöst om Kovajärvi ligger sjön Heinäjärvi. Kovajärvi ligger norr om sjöarna Kurkijärvi och Tuuliainen. 